# كاميرا آي بي
كاميرا آي بي (بالإنجليزية: Internet Protocol camera)‏ هي كاميرا ويب تستعمل لمراقبة بعض الأمكنة مستعملة الإنترنت لنقل الفيديو الدي يكون مشفرا.
تعتمد علي مخارج الصوت والصورة كما كان موجود في السابق (وإن كان ما زال هناك الكثير من الكاميرات تعمل بهذه التكنولوجيا إلى الآن)
حيث وجدت أن هناك ما يسمي بـ IP Camera أو الكاميرات التي تعتمد علي تكنولوجيا IP Address.

## مميزات التقنية
- الاعتماد في الربط علي أي Switch أو Router سواء Wireless أو Wired
- سهولة التحكم في عرض الكاميرات عن طريق الـ Software وذلك من عرض وتسجيل
- سهولة التركيب والتعريف.
- الوصول إليها من أي مكان بالعالم.
- إمكانية المراقبة والمتابعة للعروض الصادرة من الكاميرات من خارج الشركة وذلك عن طريق الإنترنت وذلك عن طريق بعض الإعدادات البسيطة.

## تركيب كاميرات المراقبة IP
هذه الكاميرا سهلة التركيب ولا تحتاج إلى اسلاك من نوع خاص أو اجهزة أخرى مساعدة واليك خطوات تركيب كاميرات المراقبة IP:
- قم بتوصيل الكاميرا بمصدر كهربى قريب من المكان المراد تركيب الكاميرا فيه
- قم بتوصيل الكاميرا بالروتر ADSL باستخدام كابل شبكة
- يمكن توصيل الكاميرا بالسويتش إذا ما كان هناك سويتش موصل بالروتر
- ضع الاسطوانة المرفقة مع الكاميرا في اى جهاز كمبيوتر متصل بالشبكة
- اقرا الكتيب المرفق مع الكاميرا لمعرفة ال IP الخاص بها
- قم بفتح Internet explorer وضع ال ip الخاص بالكاميرا في محرك البحث فسوف تفتح لك صفحة التحكم بالكاميرا
- ضع static ip بداخل الكاميرا
- قم باستخدام ال CD المرفق بالكاميرا لتنزيل برنامج التحكم بالكاميرا

## كيفية تركيب كاميرا المراقبة
نحتاج إلى: كاميرا المراقبة – جهاز تسجيل – هارد ديسك – شاشة العرض – مصدر طاقة – محول – كابل 4 طرف.
ويتم التوصيل كالاتى:
- توصيل الهارد ديسك بجهاز التسجيل dvr
- وضع الهارد ديسك داخل جهاز dvr بعد تثبيته بداخله ثم قفل غطاء جهاز التسجيل
- توصيل كابل شاشة العرض بجهاز التسجيل dvr
- توصيل جهاز التسجيل بمصدر الطاقة
- توصيل كاميرا المراقبة بكابل ال4 طرف: توصيل طرف احمر وطرف اصفر من الكابل ال4 طرف بكابلي الكاميرا
- توصيل الطرف الأصفر المتبقى من كابل ال4 طرف بجهاز التسجيل DVR
- توصيل الطرف الاحمر المتبقى من كابل ال4 طرف بالمحول
- توصيل المحول بالتيار الكهربى